# Thermothérapie des agrumes
La thermothérapie des agrumes est l'application de hautes ou basses températures en vue d'inactiver des micro-organismes pathogènes. C'est, avec le micro-greffage de méristème et la culture in vitro de style/stigmate de fleur stérilisée, une technique éprouvée de régénération (plus rarement en français «assainissement») des agrumes,,. Dans les publications académiques, l'anglais citrus sanitation est plus fréquent que citrus regeneration.
La thermothérapie se pratique en enceinte climatique sur de jeunes plantes en pot, ou sur les arbres de plein champ, ou in vitro sur les boutures, les bourgeons, les graines ou les pistils de fleurs soumis à un traitement thermique et ou chimique préalable. Les nouvelles techniques de sélection végétale (NPBT) fondées sur une approche génétique ont relancé la recherche sur des protocoles actualisés de régénération des agrumes, notamment éliminant les étapes chronophages de micro-greffe ,. 

## Nécessité de la régénération des agrumes
« La production de plantes exemptes de virus est nécessaire pour lutter contre les maladies virales, importer de nouveaux cultivars d'autres pays, échanger du matériel de sélection entre pays ou régions et préserver le matériel génétique des plantes » écrivent Min-Rui Wang et Zhen-Hua Cui (2018) dans une synthèse sur les méthodes d'éradication des virus des plantes cultivées. Les agrumes, la pomme de terre et la vigne sont en premier lieu porteurs de virus de quarantaine, dont le CTV pour les agrumes largement endémique hors d'Europe, des États-Unis et d'Australie.
La technique de régénération des agrumes à partir de la graine est notamment employée en Corée (2013): semis, culture in vitro de l'albumen à 40°C suivie d'une micro greffe). Elle n'est pas satisfaisante car elle produit des plantes avec des caractères indésirables: épineuses, régression au stade juvénile. La régénération par thermothérapie et/ou greffe de méristème a été très tôt privilégiée.

## Historique
En 1922, James Johnson mesure les plages de température d'inactivation du virus mosaïque de la pomme de terre. La publication de G. Nyland et A. C. Goheen,  Heat therapy of virus diseases of perennial plants (1969) est une synthèse fondatrice, ils écrivent que l’obtention de plantes indemnes (virus non complètement labiles) de virus s'obtient par thermothérapie combinée avec une culture de méristème. Ils donnent une table de températures pour le traitement par l'air chaud du Candidatus Liberibacter (28 j à 40 °C constants), du CTV (29 j à 39 °C constants).
En 1957, Desjardins découvre que les symptômes de la tristeza disparaissent d'un limettier après passage de 3 semaines en armoire à 40 °C constants. Roistacher en 1974 parvient plus rapidement au même résultat sur le même agrume en alternant 28 °C portés à 40 °C le jour et 27 °C la nuit, non seulement CTV mais aussi CPsV (Citrus psorosis virus), le viroïde Concave gum sont éliminés, suivent de nombreux autres pathogènes inactivés eux aussi. En 1965, des boutures-greffons de lime, après 1 h dans l'eau à 45 °C sont greffés et ne développent aucun symptôme d'exocortis. La même année le traitement en plein champs quelques heures pendant une semaine à la vapeur à 49 °C fait disparaitre les symptômes de la maladie du dragon jaune (causée par la bactérie Candidatus Liberibacter asiaticus).

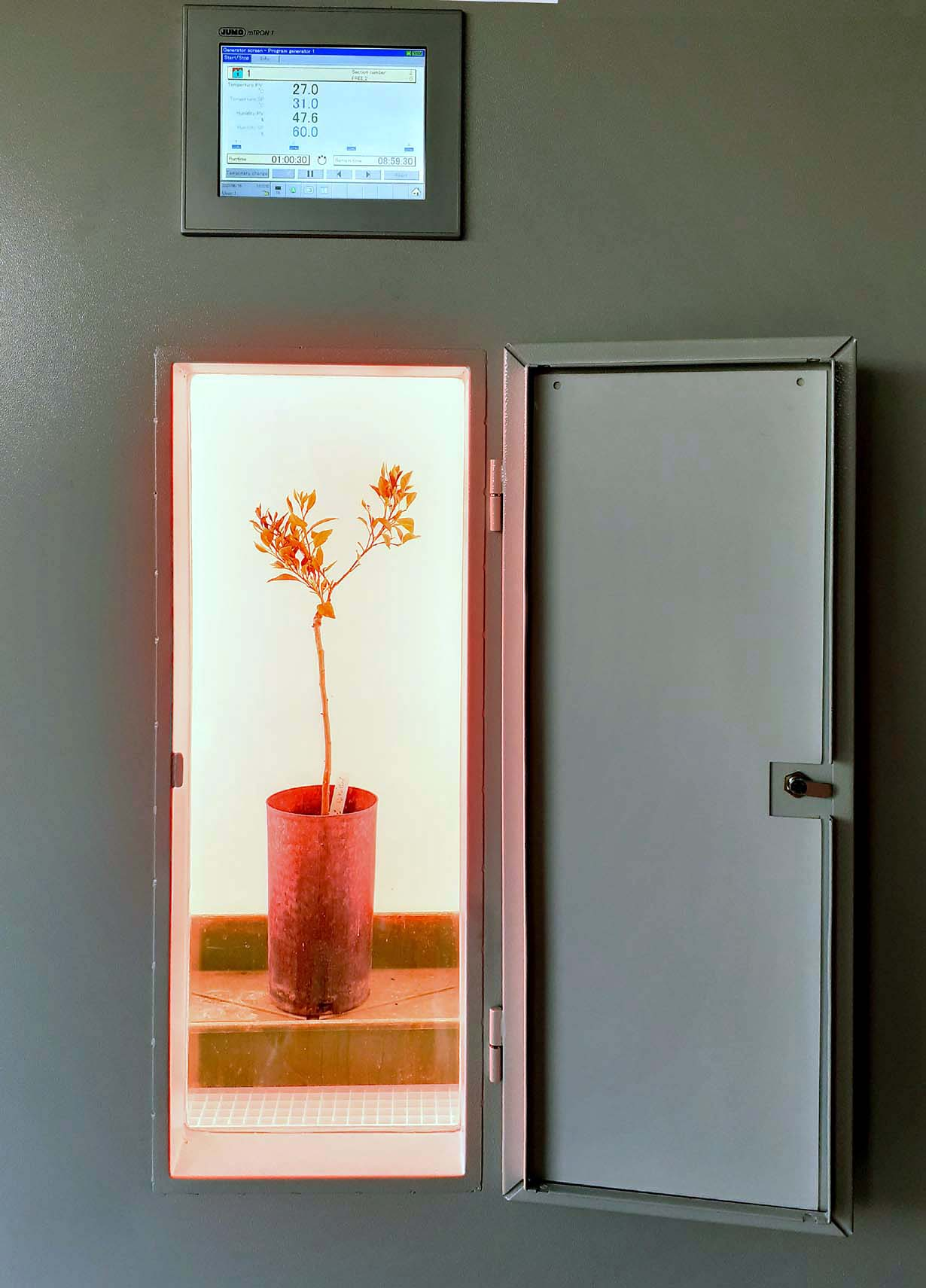
Agrume en préconditionnement (31°C, 16 h diurne et 60% d'humidité) dans une enceinte climatique

En 1978, Chiou-Hsiung Huang montre que l'inactivation du CTV nécessite soit un long séjour de 15 semaines à 40 °C diurne/30 °C nocturne, soit des températures plus élevées (39 à 45 °C diurne, 29 à 33 °C nocturne pendant 10 semaines). En 2013, l'Unité de recherche sur les agrumes de Jeju soumet des agrumes infestés par le CTV et défoliées à 40 °C constants pendant une semaine. 88,5 % des Setoka sont alors négatifs au CTV. La micro greffe des pousses nouvelles en chambre à 40 °C constants pendant une semaine suivie de tests PCR et d'une cultures à 27 °C diurne/16 °C nocturne est un succès. 

## Protocoles normalisés de thermothérapie
Les protocoles disponibles prévoient une phase de préconditionnement (6 semaines) pendant laquelle les plantes infectées sont progressivement habituées aux températures élevées (31 à 35°C le jour) avec repos nocturne, elles entrent une végétation robuste. Suit la thermothérapie proprement dite (4 à 12 semaines selon les protocoles) à 40 °C pendant 16 h alternées avec un repos nocturne de 8 h à 30 °C. Le préconditionnèrent des porte-greffes non greffés à l'effet inverse, il sensibilise les plantes . 

### USA
En 2010, dans une publication illustrée le Citrus Germplasm Introduction Program publie son Citrus quarantine, sanitary and certification programs in the USA. La quarantaine américaine a une procédure de régénération (qui n'existe pas à la quarantaine française ) ainsi décrite :

« Le bourgeon infecté est greffé sur citrange puis préconditionnés à  28 à 40 °C diurne et 25 °C nocture. Après préconditionnement, les plants sont placés à 40 °C le jour ( 16 h) et 30 °C la nuit  8 h pendant  3 mois. A la sortie de l'enceinte climatique le porte-greffe est élagué et les pousses issues des bourgeons greffés sont enracinée par marcottage jusqu'à croissance suffisante. Cette méthode est efficace contre la plupart des virus des agrumes, sauf les viroïdes (suit la méthode de la greffe de méristème) »

.

### Nappo
En 2015, l'Organisation nord-américaine pour la protection des plantes (NAPPO) publie un protocole TP 01 Thermotherapy or thermaltherapy qui prévoit : 

« Les plantes greffées sont préconditionnées en serre chaude à 32 à 40 °C diurne et 26 à 30 °C nocturne pendant 2 à 4 semaines ou en enceinte climatique avec augmentation progressive de la température (à partir de 30 à 32 °C et augmentation de 1 degré par semaine) pendant 4 à 6 semaines. Dans un second temps les plantes sont ensuite placées dans des enceintes climatiques avec une intensité lumineuse d'environ 2 000 lux à 1 m des lampes, une humidité relative de 50 à 60 % et maintenues à 40 °C pendant 16 h diurne et 30 °C pendant 8 h nocturne durant 8 à 12 semaines. La plupart des virus des agrumes sont alors éliminés avec succès.
Certains virus difficiles à éliminer, tels que le virus de la marbrure Dweet mottle virus et le virus des feuilles déchiquetées des agrumes (CiTLV - citrus tatter leaf virus) demandent des températures plus élevées toujours 16 h de jour et 8 h de nuit avec 8 semaines 40 °C diurne/30 °C nocturne puis 2 semaines à 42 °C diurne/30 °C nocturne et enfin 2 semaines à 44 °C/30 °C ou la micro-greffe du méristème »

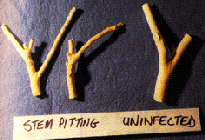
bois porteur de CTV et bois sain

.

## Pathogènes des agrumes et température
Les virus sont les principaux pathogènes de quarantaine chez les agrumes. Deux méthodes de thermothérapie sont utilisées pour la régénération des plantes infestées en concurrence avec la culture d'organes floraux.

### Thermothérapie par séjour à plus de 40°C
Les températures non destructives de la plante-hôte. À mesure qu'on s'éloigne des plages de température dans lesquelles ils sont fonctionnels, les virus s'inactivent avec disparition des symptômes, puis subissent des atteintes irrémédiables de leur matériel génétique. Le niveau de température et la durée d'exposition constituent les variables de la thermothérapie aérienne classique qui est souvent complétée par une greffe de méristème. Les problèmes de défoliation peuvent être limités avec des composés à base d'argent ( AgNO 3, AgNPs) .

#### Point d'inactivation thermique et durée d'exposition
En effet la montée en température a un double effet : réduire et jusqu'à éliminer les symptômes, réduire la vitesse de circulation des virus dans la plantes . Une plante asymptomatique peut contenir des virus susceptibles de reprendre leur cycle infectieux si le point d'inactivation thermique (TIP) (la température la plus basse nécessaire pour l'inactivation complète d'un virus) n'est pas atteint pendant une durée critique d'exposition à déterminer, ce TIP est variable selon les virus,.  
Ces observations avaient été faites sur le CTV (Citrus Triteza Virus) en 1974 par C. N. Roistacher et al.: 
« les températures estivales très chaudes peuvent éliminer le virus de la tristeza des branches de mandarine pendant les mois d'été, mais le virus réapparaît pendant l'hiver et le printemps. Les symptômes de Tristeza peuvent être masqués si les températures sont suffisamment élevées. Lorsque les températures sont trop chaudes, des pièces climatisées ou spécialement refroidies sont souhaitables pour induire le développement rapide des symptômes de la tristeza ».

### Thermothérapie par températures destructives
Les températures extrêmes appliquées brièvement détruisent les cellules plante-hôte à l'exception de quelques cellules indifférenciées, pauvres en eau. Appliquées à la pulpe des graines ou du pistil des jeunes fleurs puis suivie d'une mise en culture in vitro des méristèmes survivants (embryogenèse somatique), cette seconde méthode présente de nombreux avantages,,.

### Culturein vitrodu stigmate de la fleur
A côté de ces méthodes l'embryogenèse somatique de style/stigmate de fleur est considérée comme l'une des méthodes les plus efficaces pour éradiquer les principaux virus des agrumes et les maladies apparentées. La régénération des plantes se fait par culture in vitro du style/stigmate de la fleur stérilisée soit par thermothérapie (méthode F. Carimi) soit par immersion dans des désinfectants (Tween 20, éthanol à 70 %, Clorox) avec un taux de réussite de 100% et permet d'obtenir rapidement des plantes saines .  

### Régénération par induction multi-pousses
Cette méthode est décrite par une équipe vietnamienne sur l'orange du Cambodge. Elle conduit à des résultats remarquables.   

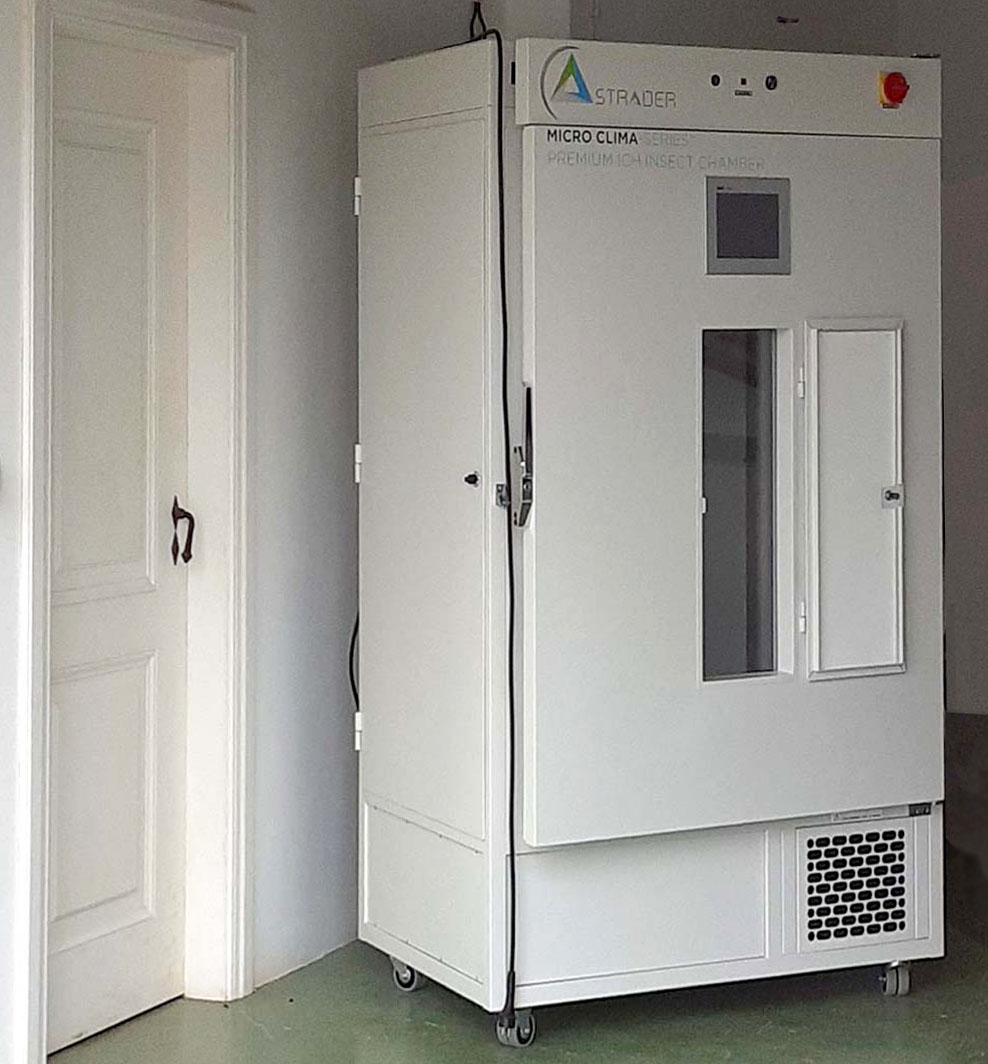
enceinte climatique de culture entièrement programmable (durée du jour et de la nuit, CO2, etc.)

## Régénération par micro-greffe: méthode complémentaire ou alternative
La micro-greffe est une méthode de régénération qui s'utilise à la suite d'une thermothérapie qui produit des jeunes pousses exemptes de virus soit seule à partir de jeunes pousses réputée naturellement sans virus directement greffés sur des porte-greffes cultivés en milieu sain, méthode utilisée et décrite par Hong-Ji Su à Taïwan en 2008 . L'ensemble des opérations de micro-greffe se réalise en milieu aseptique . Le CIHEAM écrit (2009) « Toutes les méthodes d’assainissement disponibles sont efficaces pour l’élimination du CTV, cependant, considérant leurs nombreux avantages, le greffage d'apex et l'embryogenèse somatique, à partir de stigma et stylet en culture in vitro, sont les techniques préférées » . Et José Juárez, Pablo Aleza et Luis Navarro (2015) donnent une liste de 5 situations (dont les plantes difficiles à enraciner) où cette technique doit être préférée (En Espagne, environ 140 millions d'agrumes de pépinières certifiés et issus de plants microgreffés ont été plantés).
La micro-greffe est une opération délicate avec des pourcentages de réussite faibles, souvent inférieurs à 35% .
La micro greffe d'apex in vivo sur des semis âgés de deux semaines donne (2021), chez C. maxima triploïde, 74% de plantes exemptes de CTV, l'élimination des 26 % de pousses positive permet après un an de produire des pieds mères débarrassés de virus CTV. 

### Protocole FAO
Dans son Manuel Technique Shoot-tip grafting in vitro (2012) la FAO indique les limites de la thermothérapie sur agrumes: les agrumes sensibles aux températures élevées et l'inefficience pour éliminer les virus yellow vein et dweet mottle virus, la bactérie Spiroplasma citri et les viroïdes. La FAO préconise d'utiliser les 2 méthodes .  

### Laboratoires de thermothérapie des agrumes
- Unité d’Assainissement viral des Agrumes de La Manouba (Tunisie), lire en ligne
- Institut national de la recherche agronomique - Filière Agrumes (Maroc), lire en ligne
- University of California Riverside Citrus Variety Collection est un des principaux spécialistes de la régénération des agrumes, lire en ligne
- Institute of Biosciences and Bioresources IBBR UOS Palermo (anciennement Centro di Studio per il Miglioramento Genetico degli Agrumi (CMGA) (Italie) est le laboratoire de référence pour la régénération in vitro des agrumes[39].
- page Valitest - projet de la Commission Européenne - visant à uniformiser et valider les tests de détection et de diagnostic des phytoravageurs .

### Virus, températures, humidité, UV
- Corrélation entre basse température et le faible indice UV et les épidémies de grippe en Europe du Nord de 2010 à 2018 [40]. Relation non linéaire de la température et de humidité avec le virus de la grippe [41].